# End of Watch
End of Watch (titulada En la mira en Argentina, Último turno en México y Sin tregua en España) es una película estadounidense de 2012 escrita y dirigida por David Ayer. Fue protagonizada por Jake Gyllenhaal y Michael Peña, quienes interpretan a dos oficiales del Departamento de Policía de Los Ángeles que trabajan patrullando el sur de la ciudad.

## Argumento
Brian Taylor (Jake Gyllenhaal) y Mike Zavala (Michael Peña) son dos oficiales del Departamento de Policía de Los Ángeles, quienes patrullan las calles del sur de la ciudad. Taylor está filmando sus actividades de policía para un proyecto, a pesar de las quejas de sus compañeros. Los oficiales responden a una llamada de disturbio público y llegan a la casa de Tre (Cle Shaheed Sloan), un afroamericano que lanza insultos racistas a Zavala, de origen mexicano. Zavala reta a Tre a una pelea, lo que él acepta. El oficial gana el enfrentamiento y termina arrestando a Tre por las quejas de disturbio público. A pesar de esto, Zavala se gana el respeto de Tre por no mencionar la pelea en su informe.
Esa noche, Tre y sus amigos son atacados por un grupo de pandilleros chicanos y uno de sus amigos es asesinado. Al día siguiente, Taylor y Zavala encuentran un vehículo quemado, usado por los chicanos en el tiroteo. Los oficiales se van del lugar una vez que llegan los detectives de homicidios. Más tarde, Taylor y Zavala van a la casa de la madre de un conocido pandillero en busca de algún delincuente. Los oficiales ven a un hombre que visita la casa y lo siguen. Cuando intentan detenerlo, el hombre les dispara y es finalmente arrestado. Los policías encuentran armas con joyas incrustadas y grandes cantidades de dinero dentro de su vehículo.
Días después, Taylor y Zavala rescatan a tres niños de una casa que se estaba incendiando. Los policías son felicitados y tratados como héroes por sus compañeros. Usando el incidente del incendio como argumento, Taylor convence a Zavala de seguir investigando el caso del hombre que tenía las armas y el dinero en su vehículo. Los oficiales llegan a una casa donde arrestan a otro hombre, quien también estaba en posesión de armas adornadas. Además, en el lugar encuentran una habitación llena de víctimas de trata de personas. Agentes del Servicio de Inmigración y Control de Aduanas de los Estados Unidos llegan al lugar y uno de ellos le informa a Taylor de que la casa forma parte de una operación controlada por el cártel de Sinaloa. El agente les recomienda cuidarse, ya que podrían ser el blanco de represalias.
Taylor comienza a entablar una relación sentimental con una joven llamada Janet (Anna Kendrick), mientras que Zavala se convierte en padre cuando su esposa Gabby (Natalie Martinez) da a luz a una niña. Una noche, Taylor y Zavala acuden a un llamado de ayuda de Sook, compañera del oficial Van Hauser. Al llegar al lugar se encuentran a Van Hauser herido tras recibir una puñalada en un ojo. Además, encuentran a Sook en un callejón siendo golpeada por un hombre. Taylor decide detener al atacante en vez de matarlo. Mientras una ambulancia se lleva a las víctimas, los agentes descubren que Van Hauser no podrá volver a patrullar debido a su lesión, y que Sook va a dejar el departamento de policía.
Taylor se casa con Janet. En la fiesta, un oficial ebrio narra una historia acerca de su compañero muerto, quien recibió un balazo protegiéndolo. Después, Zavala le dice a Taylor que, si algo le pasa, él se hará cargo de Janet. Al día siguiente, los oficiales acuden a la casa de una mujer de edad avanzada, a petición de su hija. Al no recibir respuesta, los oficiales entran a la fuerza y descubren droga, cadáveres desmembrados y un mensaje del cártel. Posteriormente, Tre les advierte a Taylor y Zavala de rumores de que el cártel los está buscando, pero los policías no le prestan mayor atención.
Janet se queda embarazada poco después del matrimonio. Una noche, los oficiales persiguen a un conductor imprudente a un edificio de apartamentos. Al entrar son emboscados por los pandilleros que habían atacado a Tre y sus amigos. Taylor y Zavala se refugian en un apartamento donde piden refuerzos. Abriéndose camino por el edificio matando a algunos pandilleros llegan a un callejón donde, sin embargo, Taylor recibe un disparo en el pecho y comienza a desangrarse. Mientras Zavala grita pidiendo ayuda para su compañero, los pandilleros llegan al lugar y le disparan por la espalda matándolo. Finalmente, los refuerzos llegan y consiguen abatir a los pandilleros.
En el funeral de Zavala, se revela que Taylor sobrevivió ya que el cuerpo de su compañero le había protegido de los disparos de los pandilleros. Taylor intenta dar un discurso pero solo consigue decir unas palabras. La última escena muestra a los dos oficiales en el día del tiroteo, donde Zavala cuenta una historia de su juventud sobre una ocasión en la que estaba a punto de intimar con Gabby cuando sus padres llegaron inesperadamente a casa, y Zavala tuvo que esconderse debajo de la cama de sus padres y escucharlos tener relaciones sexuales.

## Reparto
- Jake Gyllenhaal como Brian Taylor.
- Michael Peña como Mike Zavala.
- Natalie Martinez como Gabby.
- Anna Kendrick como Janet.
- David Harbour como Van Hauser.
- Frank Grillo como Sargento.
- America Ferrera como Orozco.
- Cle Sloan como Tre.
- Jaime FitzSimons como Capitán Reese.
- Cody Horn como Davis.
- Shondrella Avery como Bonita.
- Maurice Compte como Big Evil.
- Yahira Garcia como La La.
- Kristy Wu como Sook.
- David Castaneda como Vaquero mexicano.

## Producción

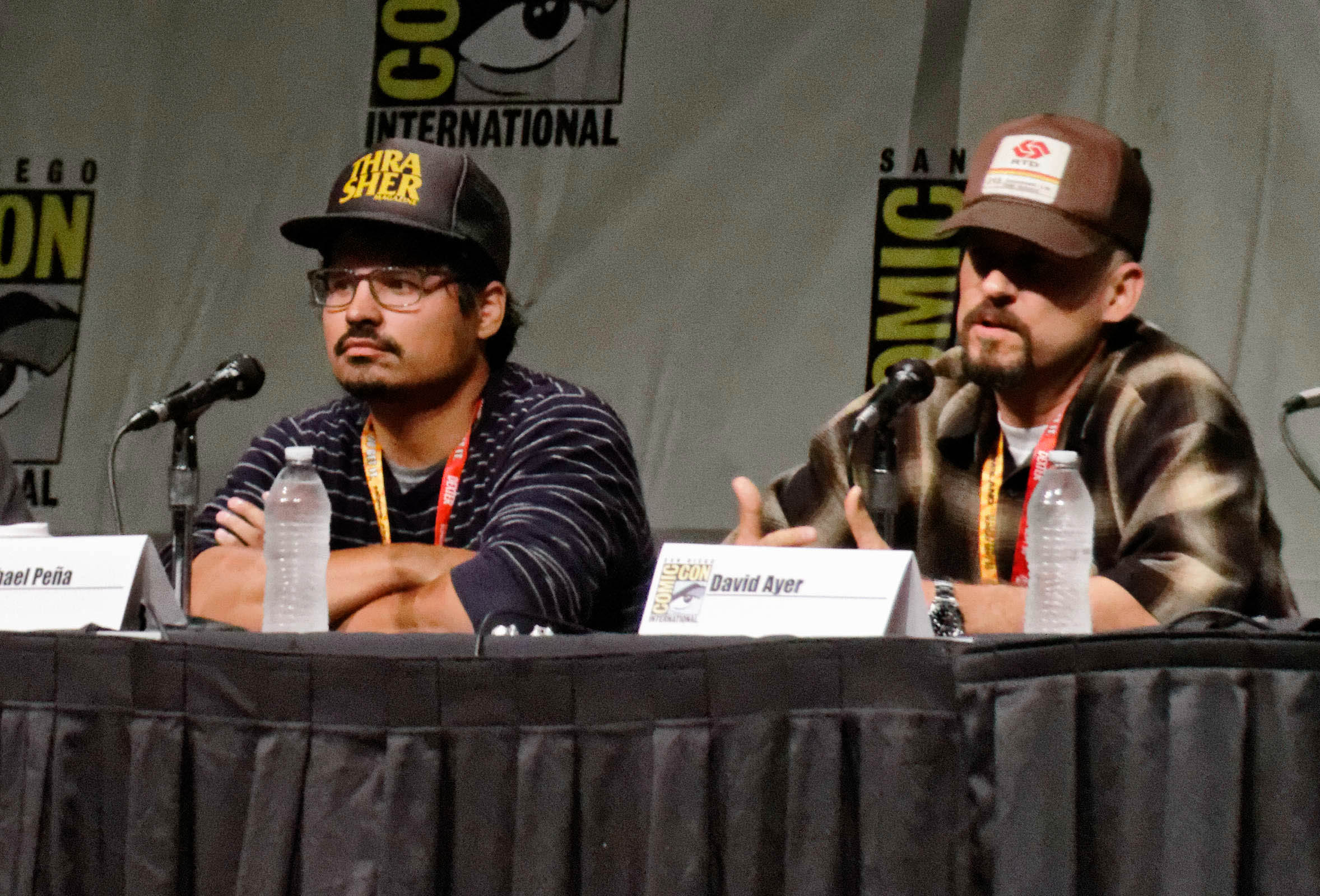
Michael Peña (izq.) y David Ayer (der.) promocionan la película en Comic-Con 2012.

David Ayer, que había escrito otras películas de procedimientos policiales previamente, buscó esta vez centrarse en el trabajo honesto antes que en la corrupción policial y en la amistad entre los dos protagonistas. Escribió el guion de End of Watch en seis días. El actor Jake Gyllenhaal leyó el guion en aproximadamente una hora y se contactó inmediatamente con Ayer.
Gyllenhaal y Michael Peña, protagonistas de la película, se prepararon para sus roles entrenando durante meses y acompañando a policías de Los Ángeles e Inglewood durante sus patrullajes. Los actores debieron acompañar a los policías durante tres noches a la semana, en patrullajes que llegaban a durar hasta doce horas.
El rodaje se llevó a cabo en el barrio sur de Los Ángeles, el mismo lugar en el que la historia se encuentra ambientada.

## Recepción

### Crítica
End of Watch obtuvo una respuesta positiva por parte de la crítica cinematográfica. La película posee un 85% de comentarios positivos en el sitio web Rotten Tomatoes, basado en un total de 158 reseñas, y una puntuación de 68/100 en Metacritic. Lou Lumenick del periódico New York Post sostuvo que la película no era perfecta, señalando que "la representación de los hispanos -incluyendo, en algún grado, a Mike- tiende a veces al estereotipo". No obstante, destacó la química entre Peña y Gyllenhaal, agregando que son "sus mejores actuaciones hasta la fecha". David Denby de The New Yorker catalogó a la cinta de "nerviosa y apasionante", pero criticó la idea de que el personaje de Gyllenhaal esté grabando por su parte algunas de las escenas, lo que según él "es confuso e innecesario". Betsy Sharkey de Los Angeles Times destacó la relación entre los personajes principales: "Los intercambios de opinión entre ambos -con temas que van desde un disparate obsceno a reflexiones filosóficas- tienen una sensación orgánica que es difícil de conseguir y por lo general vale la pena la espera. Estos momentos, que germinan a través de la película, casi siempre traen una risa liberadora de tensión, la cual necesitamos tanto como ellos".
Antonio Trashorras de la revista Fotogramas sostuvo que la película "se las arregla para ofrecer suficiente brío en sus secciones violentas y empatía hacia su pareja central como para constituir un más que absorbente espectáculo a caballo entre el thriller adrenalínico y el docurrealismo razonablemente impostado". Nando Salvá de Cinemanía criticó el trabajo de cámara de End of Watch, argumentando que el "punto de vista llega a resultar tedioso, aunque no tanto como la inconsistente decisión de Ayer de abandonarlo cada vez que se siente narrativamente arrinconado". Sin embargo, destacó que la cinta "avanza hacia su clímax construyendo una sólida tensión y, a la vez, acumulando un peso emocional considerable".

### Premios y nominaciones
| Año  | Premio                               | Categoría                             | Receptor(es)                       | Resultado |
| ---- | ------------------------------------ | ------------------------------------- | ---------------------------------- | --------- |
| 2013 | National Board of Review             | Mejores películas independientes      | Mejores películas independientes   | Ganador   |
| 2013 | Golden Trailer Awards                | Mejor sport de TV                     | Open Road Films, Aspect Ratio      | Ganador   |
| 2013 | Golden Trailer Awards                | Mejor acción                          | Open Road Films, Ignition Creative | Nominado  |
| 2013 | Golden Trailer Awards                | Mejor trailer exranjero de acción     | Tobis Film                         | Nominado  |
| 2013 | Critics' Choice Movie Awards         | Mejor actor en una película de acción | Jake Gyllenhaal                    | Nominado  |
| 2013 | Premios Independent Spirit           | Mejor fotografía                      | Roman Vasyanov                     | Nominado  |
| 2013 | Premios Independent Spirit           | Mejor actor de reparto                | Michael Peña                       | Nominado  |
| 2012 | Premios Internet Film Critic Society | Película más infravalorada            | Película más infravalorada         | Ganador   |
| 2012 | Festival de Cine de Londres          | Mejor película                        | David Ayer                         | Nominado  |
| 2012 | Festival de Cine de Zúrich           | Mejor película internacional          | Mejor película internacional       | Nominado  |